# Фужине (Хрватска)
Фужине су насељено место и седиште општине у Приморско-горанској жупанији, Република Хрватска.

## Историја
До територијалне реорганизације у Хрватској налазиле се у саставу бивше велике општине Делнице.

## Становништво
На попису становништва 2011. године, општина Фужине је имала 1.592 становника, од чега у самим Фужинама 685.

## Попис1991.
На попису становништва 1991. године, насељено место Фужине је имало 740 становника, следећег националног састава:
| Попис 1991.‍  | Попис 1991.‍  | Попис 1991.‍ | Попис 1991.‍ | Попис 1991.‍ |
| ------------ | ------------ | ----------- | ----------- | ----------- |
|              |              |             |             |             |
| Хрвати       | Хрвати       |             | 588         | 79,45%      |
| Југословени  | Југословени  |             | 34          | 4,59%       |
| Срби         | Срби         |             | 34          | 4,59%       |
| Муслимани    | Муслимани    |             | 28          | 3,78%       |
| Словенци     | Словенци     |             | 4           | 0,54%       |
| Македонци    | Македонци    |             | 3           | 0,40%       |
| Црногорци    | Црногорци    |             | 2           | 0,27%       |
| неопредељени | неопредељени |             | 31          | 4,18%       |
| непознато    | непознато    |             | 16          | 2,16%       |
| укупно: 740  |              |             |             |             |